# Bakczysaraj (stacja kolejowa)
Bakczysaraj – stacja kolejowa w Bakczysaraju, na Krymie, na Ukrainie. Znajdują się tu 2 perony.